# ヴィクトル・ヴァザルリ

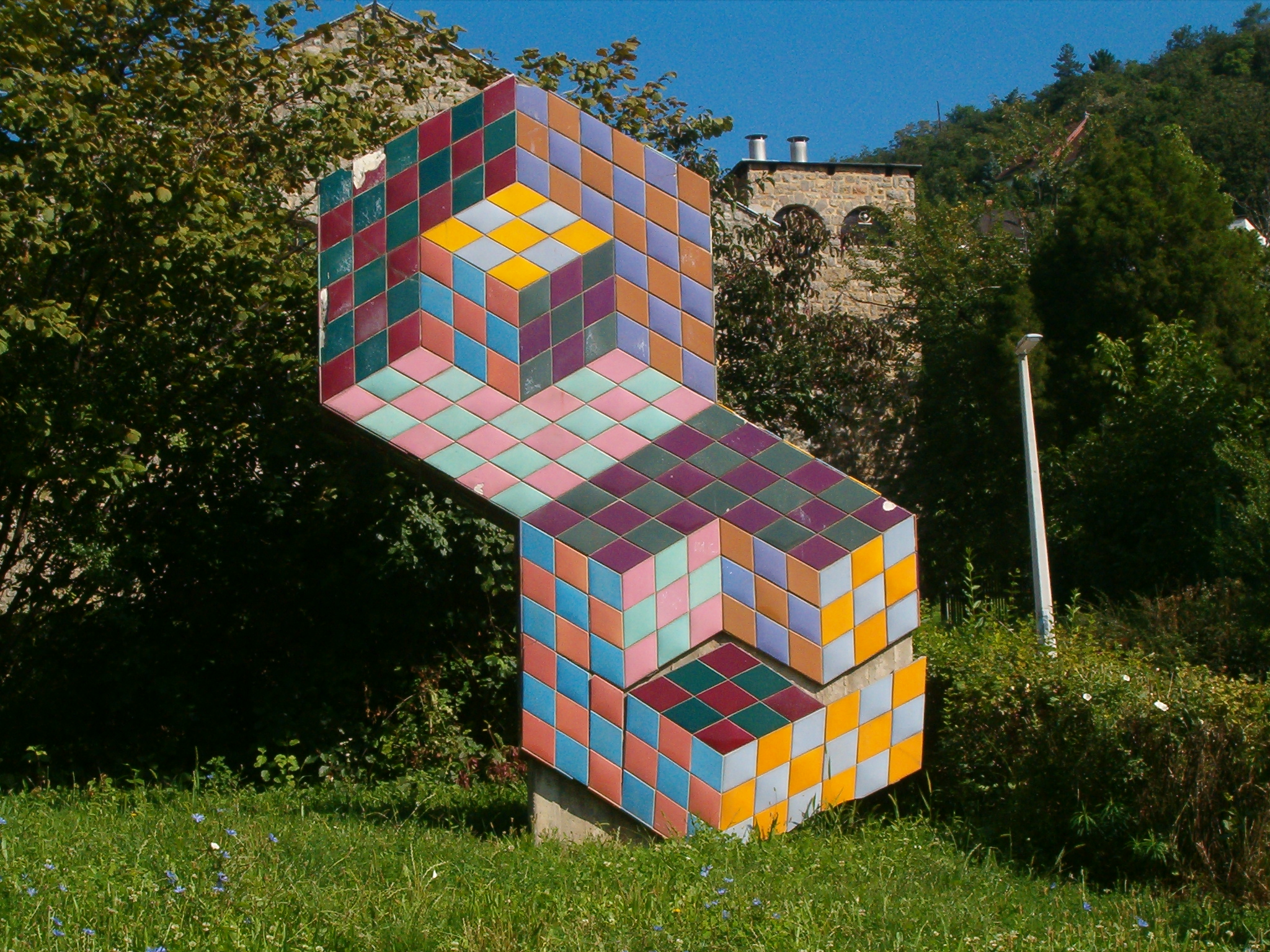
ハンガリーのペーチにある教会の庭に設置されたヴァザルリの作品。真正面から見ると立体造形物に見えるが、実は板状の造形物である。

ヴィクトル・ヴァザルリ（Victor Vasarely; フランス語: [viktɔʁ vazaʁəli]; ハンガリー語: [ˈviktor ˈvɒzɒrɛlːi]; 1906年4月9日 - 1997年3月15日）は、いわゆる「オプ・アート」の先駆者とされるハンガリー系フランス人の芸術家。ハンガリー生。ドイツのバウハウス運動の機能主義と、ソ連のコンストラクティヴィスム（構成主義）に影響を受け、1930年代から移住先のフランスにおいて、独自の幾何学的抽象性を追求した美術作品を制作し続けた。1960年代半ばに『タイム』紙で「オプ・アート」の造語と共に大衆的に紹介され、MoMAの「感応するまなざし」展が開かれると、ポピュラリティを獲得した。1938年頃の作品「シマウマ」は「オプ・アート」の作例のうち最も早いものの一つとされる。

## 前半生

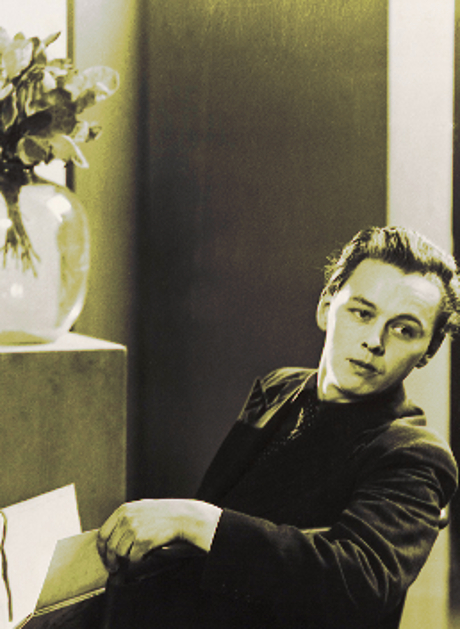
ヴィクトル・ヴァザルリ

ヴァザルリは、1906年4月9日にオーストリア＝ハンガリー帝国のペーチの町（現ハンガリー領）に生まれた。生まれてから2,3年間は母親の名字を名乗り、チサール・ギョゾ（Csiszár Győző）といった。母はスロヴァキア出身、父はルーマニアのティミショアラ出身で、父の仕事はレストランのボーイ長であった。子供の頃のヴァザルリは、ピエシュチャニ（現スロヴァキア領）でも多くの時間を過ごした。
ヴァザルリの一家は1908年にブダペストに移り住むと共に、ヴァザルリは父の名字、ヴァシャルヘイを名乗ることになった（ヴァシャルヘイ・ギョゾ, ハンガリー語: Vásárhelyi Győző; [ˈvaːʃaːrhɛji ˈɟøːzøː]）。父方のおばがブダペストで俳優をしていたので、幼い頃のヴァザルリは、父のレストランとおばのいる劇場を往復して食事を運ぶ手伝いをよくした。その後ティーンエイジャーになったヴァザルリは1921年から1925年まで、商業高校でフランス語とドイツ語の読み書きを習い、ビジネス・レターのやり取りをする資格を得る。その一方で、1922年に私立の絵画学校、Podolini-Volkmann Academyにも通い、人体のデッサンなど伝統絵画の技法を学んだ。
ヴァザルリは1925年から製薬会社で経理事務として働き始める。はじめてデザインの仕事の依頼を受けたのものこの会社であった。また、この頃医学に興味を持ち、ブダペストの大学で医師免許取得を目指して勉強を始めた。しかし2年で断念して美術の道を進むことにした。ヴァザルリは、1929年の秋からブダペストにおけるバウハウス運動研究の中心地として当時知られていた「ムヘイ」（Műhely; 工房、ワークショップを意味するハンガリー語）に参加することにした。ムヘイはシャンドル・ボルトニクやモルナール・ファルカスといった画家や建築家たちが共同で立ち上げたワークショップである。ムヘイは1938年まで存続はしたが、資金不足のためバウハウス運動の全分野をカバーすることができず、その代わりに応用グラフィックアート（applied graphic art）と、タイポグラフィー・デザイン（typographical design）の分野に注力していた。ヴァザルリはムヘイで知ったバウハウス運動の機能主義に多大な影響を受けた。
ヴァザルリは、ムヘイにおいて、後に結婚することになるクラーラ（Klára (Claire) Spinner, 1909–1991）と出会う。ヴァザルリとクラーラは1930年にボルトニクら、ムヘイの加入メンバーが合同で開いた装丁と広告デザインに関する応用美術の展覧会に作品を出品したが、この展覧会の主役はモホリ＝ナジ・ラースローとマルセル・ブロイヤーであった。この頃のヴァザルリはボールベアリングの会社に勤め、経理事務と広告ポスターのデザインに携わっていた。また、1929年には絵画作品「青の研究」と「緑の研究」を制作した。

## フランス移住後

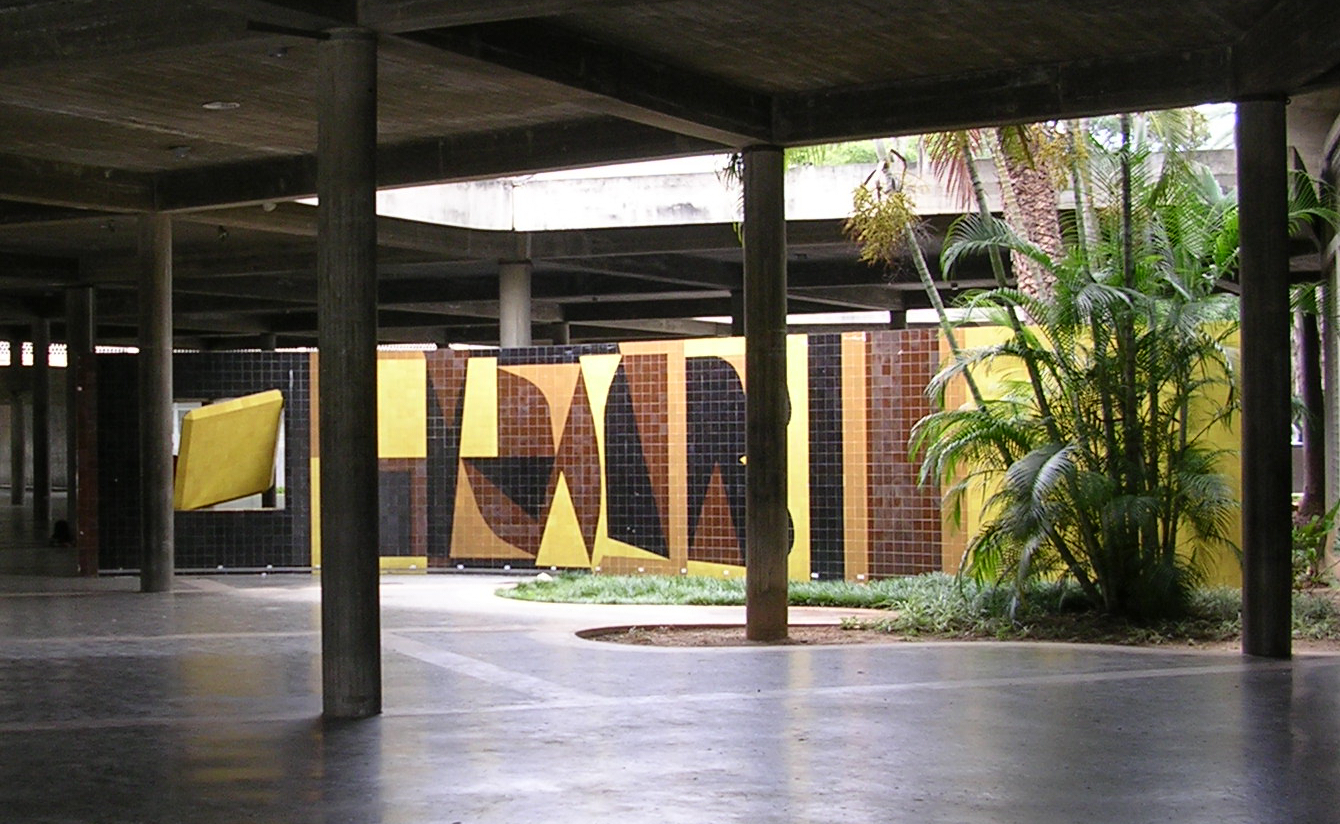
ユネスコの登録世界遺産「カラカスの大学都市」を構成するベネズエラ中央大学の中庭に設置されたヴァザルリ作品「マレーヴィチへのオマージュ」（1954年）

ヴァザルリは1930年にムヘイで共に学んでいたとクラーラと共にハンガリーからパリに移住した。クラーラはパリで長男を産んだ。後に、二人の間にはもう一人、息子ができたが、この次男のジャン＝ピエールは父と同じく「オプ・アート」作家になった。
ヴァザルリの移住の目的は、色彩と光学について、より深いところまで研究し、グラフィック・デザイナーとして成功を掴むためであった。移住後は1935年まで、Havas, Draeger, Devambez といった広告代理店でグラフィック・アーティスト、クリエイティヴ・コンサルタントとして働いた。1935年以後は医療系出版社の広告や装丁を仕事にし、ムヘイのようなグラフィック・デザインの専門学校を立ち上げようとしたが、うまくいかなかった。この時期は仕事として商業的デザインをやりながら、空いた時間で個人的な作品を制作していた。1930年代のヴァザルリの作品は、ソ連のコンストラクティヴィスム（構成主義）の影響を受けた絵画作品である。
ヴァザルリは1939年にパリのサン＝ジェルマン＝デ＝プレにあるカフェ・ド・フロールでドゥニズ・ルネ（1913–2012）と初めて出会い、彼女をパトロンとして得た。ドゥニズ・ルネはキネティック・アートやオプ・アートを専門にしたパリの画商で、アブストラクト界の女法王と呼ばれた人物である。もっとも、ヴァザルリとカフェで出会った当時、ルネは26歳、ヴァザルリ作品のプロデュースで有名になったのは第二次世界大戦後のことである。ルネはヴァザルリに、アート・ビジネスの世界に身を投じることを説得した。
第二次世界大戦中の1942年から1944年の間、ヴァザルリは南仏のロット県サン＝セレで安宿に泊まり暮らした。この頃、アンドレ・ブルトンが偶然、ヴァザルリの作品を目にして興味を持ったことが知られている。1944年2月にドゥニズ・ルネはパリにギャラリーを開設し、ヴァザルリはパリの郊外にアトリエを持った。以後の30年あまりの人生において、ヴァザルリは、さまざまなマテリアルに取り組みながら、色数と形態は最小限に抑えるという幾何学的抽象性を追求した作品を制作し続けた。その結果、錯視を利用した美術や立体作品が数多く制作された。
1964年にアメリカの雑誌『タイム』が抽象美術であり且つポップ・アートでもあるような美術を「オプ・アート」という造語を用いて定義し、ヴィクトル・ヴァザルリのほか何人かの芸術家を紹介した。翌年1965年にはニューヨーク近代美術館（MoMA）において、オプ・アート作品を展示する「感応するまなざし」（Responsive Eye）展が開かれる。これに出品したヴァザルリは以後、オプ・アートの先駆者として認知されるようになる。
1970年には南仏ゴルドに自身の作品500点あまりを集めた個人美術館を開設する（1996年に閉鎖）。1976年にはエクサンプロヴァンスにヴァザルリ財団美術館を開設した。この美術館の建物はヴァザルリが設計し、開業記念式典にはフランス大統領ジョルジュ・ポンピドゥーも臨席した。ヴィクトル・ヴァザルリは1997年3月15日にパリにて、前立腺がんにより90歳で亡くなった。